# إيك كول
إيك كول (بالإنجليزية: Ike Cole)‏ هو عازف جاز وملحن وعازف بيانو أمريكي، ولد في 13 يوليو 1927 في شيكاغو في الولايات المتحدة، وتوفي في 22 أبريل 2001 في سن ليكس في الولايات المتحدة بسبب سرطان.

## روابط خارجية
- إيك كول على موقع ميوزك برينز (الإنجليزية)
- إيك كول على موقع أول ميوزيك (الإنجليزية)
- إيك كول على موقع ديسكوغز (الإنجليزية)